# Pa (lied)
Pa is een nummer van de Nederlandse popgroep Doe Maar, dat begin 1983 op single werd uitgebracht. Het lied is geschreven en gezongen door Henny Vrienten.

## Achtergrond
Pa werd eind 1982 opgenomen voor het album 4us. René van Collem speelde de drums, als vervanger van Jan Pijnenburg die op dat moment herstellende was van een zwaar auto-ongeluk en in het nieuwe jaar terugkeerde. De tekst gaat over een vader-zoon-conflict vanuit het standpunt van een volwassen man die zijn eigen richting bepaalt. 
Tijdens de refreinen worden de basisregels opgesomd waaraan de zoon zich diende te houden. 
"Knoop je jas dicht, doe een das om was eerst je handen"
"'Kam je haren, recht je schouders, denk aan je tanden"
"Blijf niet hangen, recht naar huis toe, spreek met twee woorden"
"Stel je netjes voor, eet zoals het hoort, en zeg U!".
Pa verscheen 26 februari 1983 als voorbode van 4us, dat in maart uitkwam, en werd de tweede en laatste nummer-1-hit voor Doe Maar. Ter promotie zond de TROS op 5 april 1983 een tv-special uit waarin een aantal nieuwe nummers werden geplaybackt.

## Opbouw
Het begin van het nummer doet enigszins denken aan het intro van Good Morning Starshine van Oliver uit 1969. Ook Pa begint met een drumritme in combinatie met een “tingel”-motief, waarna de begeleiding per instrument wordt uitgebouwd. 
In de eerste maten van Pa wordt de drum gecombineerd met de tingel van een klokkenboom (bell tree). Na vier maten (op 0:08) valt de marimba in met het meest herkenbare motief van het nummer. De klank van een buisklokkenspel komt erbij (op 0:15), die (deels) een tegenmotief van de marimba laat horen. Op 0:22 wordt de basgitaar toegevoegd, waarmee de “swing” in het nummer komt. Henny Vrienten zet op 0:29 de zang in van het eerste couplet (“Zoals je daar nu zit…”) en op 0:44 volgt de brug, met drie stijgende melodielijnen kort achter elkaar (“Ik werd niet wat jij wou…”). Dan komt de opvallendste hook van het nummer: de begeleiding valt stil (op 0:51) en Vrienten zingt “met m’n ogen dicht”, begeleid door alleen de basgitaar. Op 0:54 wordt de begeleiding van het eerste couplet hervat, waaraan nu ook een gitaarmotief is toegevoegd, waarmee het samenspel compleet is.

## Latere uitvoeringen
- Robert Paul parodieerde het als onderdeel van zijn top 5-medley Het kan vriezen, het kan dooien

- De Vlaamse band dEUS nam een cover op voor het Doe Maar tributealbum Trillend op mijn benen uit 2000; hierin was een sample verwerkt van Trio's Da Da Da, Ich Liebe Dich Nicht. Toestemming voor gebruik van de sample kwam echter te laat voor de Nederlandse persing waardoor het alleen verkrijgbaar was in Vlaanderen.

- Datzelfde jaar kwam Doe Maar voor het eerst sinds 1984 weer bijeen voor een laatste studioalbum en een eerste reeks reünieconcerten. Pa werd opnieuw uitgebracht in een live-uitvoering.

## Noteringen

### Nederlandse Top 40
| Pa in de Nederlandse Top 40 - binnen: 26 februari 1983 | Pa in de Nederlandse Top 40 - binnen: 26 februari 1983 | Pa in de Nederlandse Top 40 - binnen: 26 februari 1983 | Pa in de Nederlandse Top 40 - binnen: 26 februari 1983 | Pa in de Nederlandse Top 40 - binnen: 26 februari 1983 | Pa in de Nederlandse Top 40 - binnen: 26 februari 1983 | Pa in de Nederlandse Top 40 - binnen: 26 februari 1983 | Pa in de Nederlandse Top 40 - binnen: 26 februari 1983 | Pa in de Nederlandse Top 40 - binnen: 26 februari 1983 | Pa in de Nederlandse Top 40 - binnen: 26 februari 1983 | Pa in de Nederlandse Top 40 - binnen: 26 februari 1983 |
| Week                                                   | 1                                                      | 2                                                      | 3                                                      | 4                                                      | 5                                                      | 6                                                      | 7                                                      | 8                                                      | 9                                                      |                                                        |
| ------------------------------------------------------ | ------------------------------------------------------ | ------------------------------------------------------ | ------------------------------------------------------ | ------------------------------------------------------ | ------------------------------------------------------ | ------------------------------------------------------ | ------------------------------------------------------ | ------------------------------------------------------ | ------------------------------------------------------ | ------------------------------------------------------ |
| Nummer                                                 | 14                                                     | 5                                                      | 1                                                      | 1                                                      | 3                                                      | 7                                                      | 14                                                     | 24                                                     | 39                                                     | uit                                                    |

### Single Top 100
| Pa in de Single Top 100 - binnen: 5 maart 1983 | Pa in de Single Top 100 - binnen: 5 maart 1983 | Pa in de Single Top 100 - binnen: 5 maart 1983 | Pa in de Single Top 100 - binnen: 5 maart 1983 | Pa in de Single Top 100 - binnen: 5 maart 1983 | Pa in de Single Top 100 - binnen: 5 maart 1983 | Pa in de Single Top 100 - binnen: 5 maart 1983 | Pa in de Single Top 100 - binnen: 5 maart 1983 | Pa in de Single Top 100 - binnen: 5 maart 1983 | Pa in de Single Top 100 - binnen: 5 maart 1983 | Pa in de Single Top 100 - binnen: 5 maart 1983 | Pa in de Single Top 100 - binnen: 5 maart 1983 |
| Week                                           | 1                                              | 2                                              | 3                                              | 4                                              | 5                                              | 6                                              | 7                                              | 8                                              | 9                                              | 10                                             |                                                |
| ---------------------------------------------- | ---------------------------------------------- | ---------------------------------------------- | ---------------------------------------------- | ---------------------------------------------- | ---------------------------------------------- | ---------------------------------------------- | ---------------------------------------------- | ---------------------------------------------- | ---------------------------------------------- | ---------------------------------------------- | ---------------------------------------------- |
| Nummer                                         | 1                                              | 1                                              | 1                                              | 3                                              | 3                                              | 6                                              | 9                                              | 12                                             | 26                                             | 44                                             | uit                                            |

| Pa (Live in Ahoy) in de Single Top 100 - binnen: 11 november 2000 | Pa (Live in Ahoy) in de Single Top 100 - binnen: 11 november 2000 | Pa (Live in Ahoy) in de Single Top 100 - binnen: 11 november 2000 | Pa (Live in Ahoy) in de Single Top 100 - binnen: 11 november 2000 | Pa (Live in Ahoy) in de Single Top 100 - binnen: 11 november 2000 | Pa (Live in Ahoy) in de Single Top 100 - binnen: 11 november 2000 |
| Week                                                              | 1                                                                 | 2                                                                 | 3                                                                 | 4                                                                 |                                                                   |
| ----------------------------------------------------------------- | ----------------------------------------------------------------- | ----------------------------------------------------------------- | ----------------------------------------------------------------- | ----------------------------------------------------------------- | ----------------------------------------------------------------- |
| Nummer                                                            | 95                                                                | 94                                                                | 94                                                                | 100                                                               | uit                                                               |

### NPO Radio 2 Top 2000
| Nummer met noteringen in de NPO Radio 2 Top 2000 | '99 | '00 | '01  | '02  | '03  | '04  | '05  | '06  | '07  | '08  | '09  | '10  | '11  | '12 | '13  | '14  | '15  | '16  | '17  | '18  | '19  | '20  | '21  | '22  | '23  | '24  |
| ------------------------------------------------ | --- | --- | ---- | ---- | ---- | ---- | ---- | ---- | ---- | ---- | ---- | ---- | ---- | --- | ---- | ---- | ---- | ---- | ---- | ---- | ---- | ---- | ---- | ---- | ---- | ---- |
| Pa                                               | 785 | 578 | 1590 | 1236 | 1408 | 1265 | 1459 | 1636 | 1726 | 1499 | 1697 | 1801 | 1547 | 997 | 1254 | 1648 | 1555 | 1686 | 1336 | 1501 | 1614 | 1735 | 1487 | 1071 | 1149 | 1188 |

1. ↑  Een vetgedrukt getal geeft de hoogste notering aan.